# Kleinkastell Stammheim
Das Kleinkastell Stammheim war ein römisches Kastell an der Wetteraulinie des Obergermanisch-Raetischen Limes. Es befand sich bei Stammheim, einem Stadtteil von Florstadt im Wetteraukreis. Von der Anlage ist heute nichts mehr sichtbar.

## Lage

Plan des Kastells nach den Befunden der RLK 1886

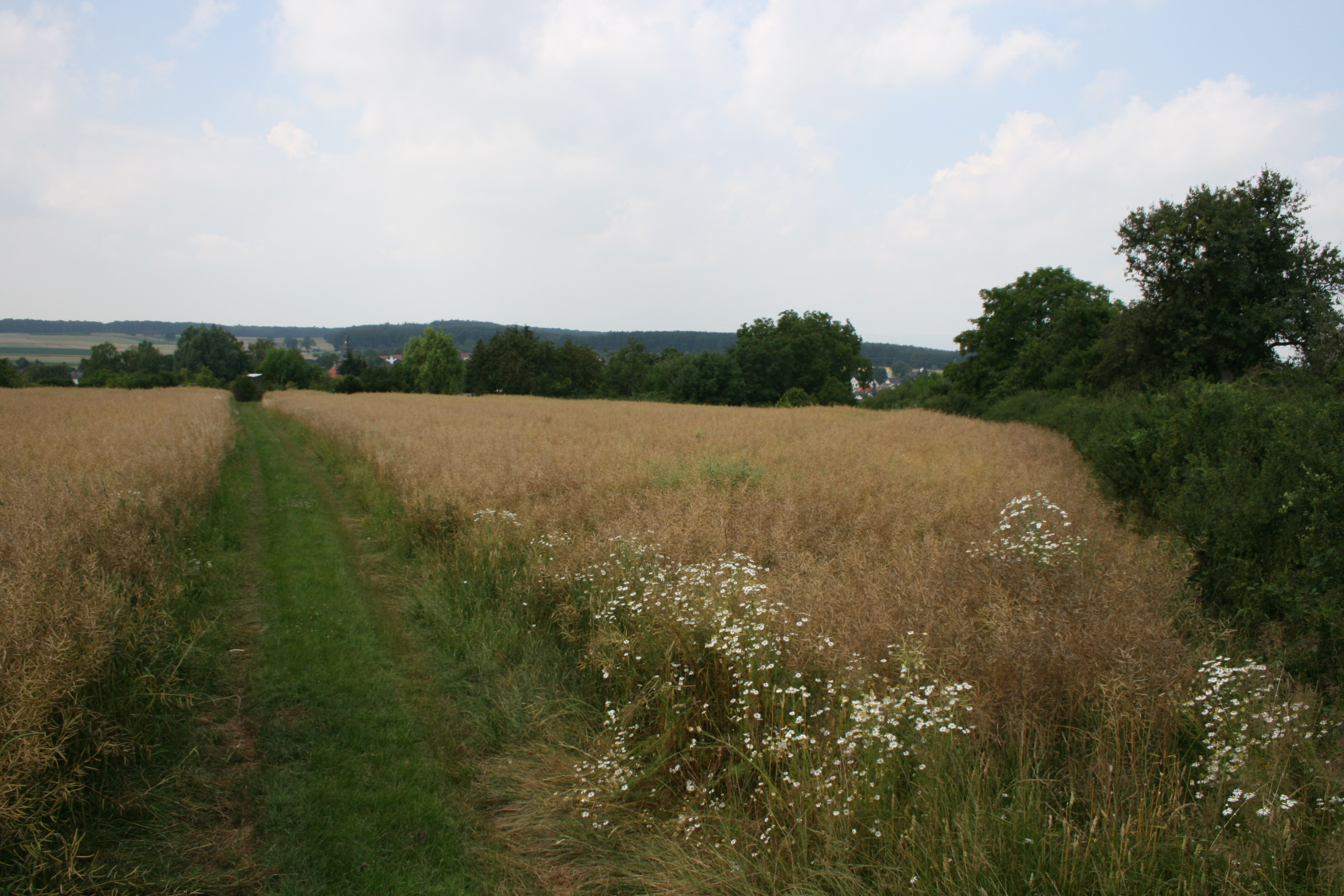
Das ehemalige Kastellareal, Blick nach Westen 2009

Das Kleinkastell Stammheim befindet sich östlich auf einer Anhöhe oberhalb der modernen Ortschaft an einem Feldweg (Flurstück „Über den Sandgärten“). Zu Zeiten der Reichs-Limeskommission (RLK) wurde es auch als „Kleinkastell bei der Friedenslinde“ oder Wachtposten 4/95 (damals Flur „Am Kirschbaum“) bezeichnet. Östlich des Kastells schneidet ein Hohlweg tief in das Gelände ein, von dem das Kastell etwa 30 m entfernt liegt. Von der Anlage ist heute oberirdisch nichts mehr zu sehen, da sie sich in einem heute stark landwirtschaftlich genutzten Areal befindet.

## Kastell
Die kleine Kastellanlage wurde 1886 durch den Streckenkommissar Friedrich Kofler entdeckt und ausgegraben. Kofler konnte eine drei Meter breite Mauer nachweisen, die an den Ecken im Radius von 5,75 m abgerundet war. Bei einer Gesamtgröße von 19 × 19 m schloss das Kastell damit eine Innenfläche von 13 × 13 m ein, was 360 m² entspricht.
Das Kastell wurde wahrscheinlich, wie das nördlich benachbarte Kleinkastell Staden, vom etwa 2,6 km hinter dem Limes rückwärtig gelegenen Kastell Ober-Florstadt und der dortigen Kohorte bemannt.

## Limesverlauf vom Kleinkastell Stammheim zum Kastell Altenstadt
Der Limes passiert das Kastellgelände unmittelbar östlich. Er führt zunächst durch stark landwirtschaftlich genutztes Areal und ist nicht sichtbar. Erst auf der Anhöhe des Winterberges im Wald ist ein kurzer Abschnitt erhalten. Südlich des Berges verläuft der Limes wiederum auf Ackerflächen und auf stark abschüssigem Gelände, da er in das Tal der Nidder eintritt. Im Bereich des Kastells Altenstadt ist er nicht erhalten. Gut erhaltene Abschnitte folgen erst südlich Altenstadts kurz vor dem Kleinkastell „Auf dem Buchkopf“, wiederum in bewaldetem Gelände.
| ORL      | Name/Ort               | Beschreibung/Zustand |
| -------- | ---------------------- | --- |
| NN       | Kleinkastell Stammheim | siehe oben |
| Wp 4/95a | Lückengrund            | Aufgrund der Entfernung zwischen dem Kleinkastell und Wp 4/96 vermutet. |
| Wp 4/96  | Im Stammheimer Wald    | Die Turmstelle auf dem Winterberg war bei der Auffindung durch die RLK 1886 bereits durch einen Steinbruch stark zerstört. Die Holzturmstelle wird durch einen Waldweg abgeschnitten, während der östliche Teil der Steinturmstelle dem Steinbruch zum Opfer fiel. Sie befand sich 28 m hinter dem Limes, die Holzturmstelle etwa 30 m davon entfernt. Zwischen dem Mainufer und Wp 4/64 (östlich vom Kastell Arnsburg) nimmt Wp 4/96 die höchste Stelle des gesamten Limesabschnitts ein. Durch den westlich gelegenen Berg ist allerdings der Blick ins Hinterland versperrt. Der Pfahl ist mit Ausnahme des Steinbruchareals in dem hochgelegenen Waldstück gut erhalten und bis zu einem Abhang etwa 60 m vor dem südlichen Ende des Waldes bei 4/97 gut zu verfolgen. Er durchquert eine tiefe Mulde, was belegt, wie viel Wert die Römer auf eine gerade Grenzziehung legten. |
| Wp 4/97  |                        | Vermutet auf einem Vorsprung des Winterberges, möglicherweise ebenfalls durch einen kleinen Steinbruch zerstört. |
| Wp 4/98  | Wieschesgraben         | Funde von Terra-Sigillata-Fragmenten und Mörtelbrocken aus dem Jahr 1911 machen hier den Standort eines weiteren Wachturms wahrscheinlich. Die Entfernung zu Wp 4/96 beträgt 1140 m. Planmäßige Grabungen fanden aber nicht statt. |
| Wp 4/98a |                        | Eine weitere Turmstelle wird zwischen Wp 4/98 und dem Kastell Altenstadt vermutet, da die Entfernung über 1000 m beträgt. Lesefunde von Steinen und wiederum Terra Sigillata könnten damit im Zusammenhang stehen, haben allerdings keine sichere Lokalisierung ermöglicht. |
| ORL 20   | Kastell Altenstadt     | siehe separaten Artikel Kastell Altenstadt |

## Denkmalschutz
Das Kastell und die erwähnten Anlagen sind als Teil des Obergermanisch-Rätischen Limes seit 2005 Teil des UNESCO-Welterbes. Außerdem sind es Bodendenkmäler nach dem Hessischen Denkmalschutzgesetz. Nachforschungen und gezieltes Sammeln von Funden sind genehmigungspflichtig, Zufallsfunde an die Denkmalbehörden zu melden.